# Horvátország himnusza

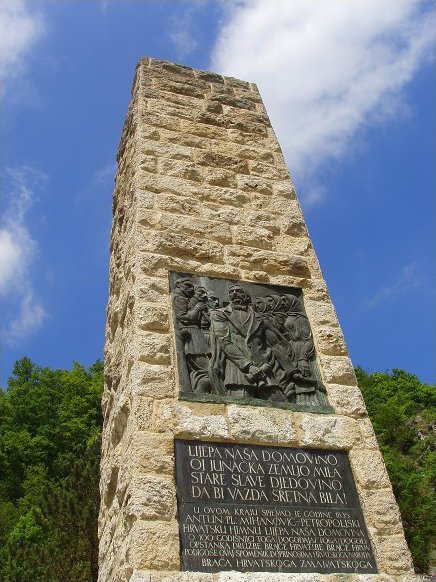
Antun Mihanović, a horvát himnusz szerzőjének emlékműve Klanjec mellett

A Lijepa naša domovino (Gyönyörű hazánk) Horvátország nemzeti himnusza. Szövegét Antun Mihanović írta, és Horvatska domovina (Horvát haza) címen jelentette meg 1835-ben (ISWC: Ljepa naša domovina T-910.766.247-5 ). Zenéjét a szerb nemzetiségű Josip Runjanin (ISWC 00027042905) szerezte 1846-ban. Egyesek szerint dallamát Donizetti Lammermoori Luciája ihlette.
A dalt először 1891-ben játszották horvát himnuszként, Lijepa naša néven (ISWC kódja: T-910.766.243-1). Azóta több kisebb változtatás is történt szövegében.
A függetlenség (1991) óta újra Horvátország nemzeti himnusza.

## Szövege
| Horvátul | Magyarul |
| --- | --- |
| Lijepa naša domovino, Oj junačka zemljo mila, Stare slave djedovino, Da bi vazda sretna bila! Mila kano si nam slavna, Mila si nam ti jedina, Mila kuda si nam ravna, Mila kuda si planina! Teci Dravo, Savo teci, Nit'ti Dunav silu gubi! Sinje more, svijetu reci, Da svoj narod Hrvat ljubi! Dok mu njive sunce grije, Dok mu hrašće bura vije, Dok mu mrtve grobak krije, Dok mu živo srce bije! | Ó, gyönyörű hazánk, Ó, bátor és irgalmas. Atyáink ősi dicsősége, Légy örökké boldog. Csak te vagy a dicsőségünk, Te vagy az egyetlenünk, Kedves vagy ott, ahol síkság vagy És ott is, ahol hegység vagy Dráva, Száva, folyjatok, Duna, ne veszítsd el erőd, Kék tenger, mondd el a világnak, Hogy a horvát szereti népét. Míg földjeit melengeti a nap, Míg tölgyfáit fújja a szél, Míg halottait sírhant fedi, Míg csak élő szíve dobog. |